# Dragoslav Draža Marković
Dragoslav Draža Marković, serb. Драгослав Дража Марковић (ur. 1920, zm. 2005) – jugosłowiański polityk i działacz komunistyczny, uczestnik walk narodowowyzwoleńczych w Jugosławii w czasie II wojny światowej, działacz społeczno-polityczny w Socjalistycznej Federacyjnej Republice Jugosławii i Serbii, bohater pracy socjalistycznej.

## Biografia
Dragoslav Draža Marković urodził się 28 czerwca 1920 roku we wsi Popović niedaleko Sopotu. Jego rodzice, Milorad i Anka, byli nauczycielami. Mieli jeszcze troje dzieci – córkę Desę i dwóch synów Momčilę-Momę oraz Branka. Ojciec Milorad miał poglądy lewicowe, od 1905 roku był członkiem Serbskiej Partii Socjaldemokratycznej (SSDS), a od 1919 roku Komunistycznej Partii Jugosławii (KPJ) i delegatem na jej Drugi Kongres w Vukovarze. Po zdelegalizowaniu KPJ w 1920 roku nie uczestniczył w tajnych działaniach partii, choć do końca życia pozostał przekonanym lewicowcem.
Szkołę podstawową ukończył w rodzinnej wsi, następnie uczył się w III Gimnazjum w Belgradzie. Pod wpływem lewicowego ojca i starszego brata Momo, który był wówczas jednym z przywódców organizacji partyjnej na Wydziale Medycznym Uniwersytetu w Belgradzie, przystąpił do młodzieżowej organizacji partyjnej. W 1937 roku, kiedy był uczniem ósmej klasy gimnazjum, został zatrzymany z powodu działalności komunistycznej i po trzech tygodniach spędzonych w areszcie, relegowany ze szkoły. Następnie przeniósł się do Pančeva, gdzie skończył ósmą klasę i zdał maturę. Po ukończeniu gimnazjum zapisał się na Wydział Medyczny Uniwersytetu w Belgradzie.
Na członka Związku Młodzieży Komunistycznej Jugosławii (SKOJ) został przyjęty w 1938 roku, a na członka Komunistycznej Partii Jugosławii (KPJ) w 1938 roku. W czasie studiów aktywnie uczestniczył w studenckim ruchu rewolucyjnym, gdzie do jego obowiązków należała praca z młodzieżą w szkołach średnich. Po napadzie Państw Osi na Królestwo Jugosławii w kwietniu 1941 roku chciał się zgłosić jako ochotnik, ale przeszkodziła mu w tym rychła kapitulacja. Po rozpoczęciu okupacji przeniósł się do rodzinnej wsi, gdzie włączył się do prac lokalnego komitetu KPJ. Zajmował się gromadzeniem broni oraz przygotowaniem ludności do walki. W czerwcu 1941 roku aktywnie uczestniczył w tworzeniu kosmajsko-posawskich partyzanckich oddziałów. Po osiągnięciu w sierpniu 1941 roku odpowiedniego stanu liczebnego, oddziały te zostały podzielone na dwie jednostki – Posawską i Kosmajską. W krótkim czasie zostaje zastępca komisarza politycznego kosmajskiej jednostki.
Całą wojnę spędził na terenie Kosmaja i Mladenovaca, gdzie był sekretarzem Okręgowego Komitetu KPJ w Mladenovacu oraz brał udział w walkach toczonych przez kosmajskie oddziały. W 1943 roku został ranny w nogę, z którego to powodu do końca wojny był unieruchomiony.
Po wyzwoleniu Serbii w 1944 roku przeniósł się do Belgradu, gdzie został sekretarzem oraz przewodniczącym Okręgowego Komitetu Narodowowyzwoleńczego Belgradu. W 1946 roku został dyrektorem Szkoły Partyjnej przy Komitecie Centralnym Związku Komunistów Serbii. W 1947 roku został członkiem władz Ludowej Republiki Serbii (LR Serbii), gdzie z początku powierzono mu funkcję Ministra Budownictwa, a od 1948 roku Ministra Górnictwa.
W latach 1950–1952 był sekretarzem Powiatowego Komitetu KPS oraz przewodniczącym Ludowego Komitetu belgradzkiego rejonu, a potem sekretarzem Miejskiego Komitetu Belgradu i dyrektorem Radia Beograd. W 1954 roku został przewodniczącym Rady ds. Kultury przy Radzie Najwyższej LR Serbii, zaś w 1956 roku przewodniczącym Komisji Politycznej (Ideologicznej) przy Komitecie Centralnym Związku Komunistów Serbii.
W 1958 roku zajął stanowisko Sekretarza ds. Edukacji w Radzie Najwyższej Serbii, a w 1960 roku został wybrany na członka Najwyższego Komitetu przy Komitecie Centralnym Socjalistycznej Republiki Serbii. W latach 1963–1967 był ambasadorem SFRJ w Ludowej Republice Bułgarii. Od 1967 do 1969 roku pełnił funkcję przewodniczącego Rady Republikańskiej Skupsztyny Serbii i przewodniczącym Komisji Konstytucyjnej Serbii. Od 1969 do 1974 roku był przewodniczącym Skupsztyny Socjalistycznej Republiki Serbii, a od 1971 do 1974 roku członkiem pierwszego Prezydium SFRJ.
Kiedy w 1974 roku w oparciu o nową Konstytucję wprowadzono urząd przewodniczącego Prezydium SR Serbii, pełnił tę funkcję w latach 1974–1978. Następnie został przewodniczącym Skupsztyny Związkowej SFRJ od 1978 do 1982 roku oraz przewodniczącym Prezydium Komitetu Centralnego SKJ od 1983 do 1984 roku.
W czasie obejmowania władzy przez Slobodana Miloševića, przeciwstawiał się jego polityce i szybko przeszedł na emeryturę, w 1986 roku. Po przejściu w stan spoczynku został członkiem Rady Federacji, aż do jej likwidacji w 1990 roku. W późnych latach był jednym z największych krytyków reżimu Slobodana Miloševicia i Mirjany Marković, której był rodzonym stryjem.
Zmarł 20 kwietnia 2005 roku w Belgradzie, gdzie został również pochowany.
Otrzymał wiele orderów krajowych i zagranicznych. Wśród tych ostatnich znajduje się Order Imperium Brytyjskiego klasy Rycerza Wielkiego Krzyża, który otrzymał w 1972 roku.

## Rodzina
Cała rodzina Draže Markovicia brała udział w Wojnie Narodowowyzwoleńczej. Ojciec Milorad, który w 1941 roku został zmobilizowany jako podpułkownik rezerwy, czas wojny spędził w niewoli w obozie w Osnabrück w Niemczech. Był również uczestnikiem Wojen Bałkańskich oraz I wojnie światowej.
Jego siostra Desa w czasie studiów należała do rewolucyjnej organizacji młodzieżowej, ale z powodu choroby nie mogła przystąpić do Partyzantki. Umarła w 1942 roku w Sokobanji, gdzie przebywała u rodziny ojca. Młodszy brat Branko był żołnierzem Partyzantki, ale w tym samym 1942 roku, po aresztowaniu, został rozstrzelany w Jajincima.
Starszy brat Momčilo-Moma był członkiem pokraińskiego Komitetu KPJ na terenie Serbii i jednym z organizatorów powstania we wschodniej Serbii. Od 1943 roku był komisarzem politycznym Sztabu Głównego NOVJ oraz oddziałów partyzanckich w Serbii, a po wojnie był wysokim państwowym i partyjnym funkcjonariuszem, a ponadto Narodowym Bohaterem Jugosławii.
Małżonka Draže Markovicia, Božidarka Damnjanović Kika, była również uczestniczką Wojny Narodowowyzwoleńczej, jedną z najbardziej znanych partyzantek na terenie Kosmaja, Poznali się w partyzantce. W 1943 roku, mimo braku formalnego związku, ujawnili się Partii jako małżonkowie. Formalnie zawarli związek małżeński już po wojnie. Ze związku tego mieli syna, Milorada-Miću, który był dziennikarzem sportowym.

## Źródła
- Југословенски савременици Ко је ко у Југославији. „Хронометар”, Београд 1970. година.
- Војна енциклопедија (књига пета). Београд 1973.
- Ацовић, Драгомир (2013). Слава и част – Одликовања међу Србима: Срби међу одликовањима. Београд: Службени гласник. ISBN 978-86-519-1750-2.